# Team Capinordic
Team Capinordic (UCI kode: CAP) var et danskbaseret professionelt UCI Continental cykelhold.
Den 31. august 2009 meddelte holdejer Søren Svenningsen at holdet vil lukke med udgangen af 2009, hvis ikke en ny hovedsponsor meldte sig inden 14 dage, da holdets hidtidige hoved- og navnesponsor Capinordic havde trukket sig på grund af et underskud på 500 millioner kroner.
Den 21. oktober 2009 blev holdet lukket endeligt. 

## Ryttere
- Andreas Lindén
- Casper Jørgensen
- Christofer Stevenson
- Daniel Kreutzfeldt
- Fredrick Ericsson
- Jens-Erik Madsen
- Jonas Aaen Jørgensen
- Kristian Sobota
- Lucas Persson
- Martin Pedersen
- Morten Høberg
- Niki Østergaard
- Nikola Aistrup
- Rasmus Guldhammer
- Thomas Guldhammer
- Thomas Riber-Sellebjerg
- Troels Rønning Vinther